# Schiphol-Zuidoost
Schiphol-Zuidoost is de naam van het bedrijventerrein in het luchthavengebied van Schiphol dat ten zuiden van Schiphol-Centrum ligt.
Het wordt van Schiphol-Centrum gescheiden door de start- en landingsbaan Kaagbaan.
Ten noorden van het gebied ligt de Kaagbaan, aan de oostkant de Aalsmeerbaan en Oude Meer, aan de zuidkant het bedrijvengebied Schiphol-Rijk (dat niet deel uitmaakt van het formele "luchthavengebied") (en Aalsmeerderbrug) en aan de westkant ligt Rozenburg.

## Verkeer
Over de openbare weg is Schiphol-Zuidoost (voor gemotoriseerd verkeer) alleen aan de zuidkant, via Schiphol-Rijk, te benaderen. De ontsluitingsweg van het gebied is de Folkstoneweg.
De toegangsweg is sinds augustus 2012 de in dat jaar aangelegde korte verbindingsweg "Cargo Entrance", tussen enerzijds aan de zuidkant de Rijkerstreek, een op de nieuwe Waterwolftunnel aansluitend nieuw deel van de provinciale weg N201, en de (verlengde) Koolhovenlaan in Schiphol-Rijk en anderzijds aan de noordkant de Folkstoneweg.
Andere straten in het gebied zijn de Anchoragelaan, Prestwickweg, Reykjavikweg en Shannonweg.
In het gebied liggen verscheidene bushaltes van buslijnen van Connexxion. Daarnaast zijn er ook haltes van andere buslijnen in Schiphol-Rijk op loopafstand.